# نهر ميت (فلم)
نهر ميت (بالإنجليزية: Dead River)، هُو فيلم قصير درامي تاريخي ناميبي صدر سنة 2012 وأخرجه تيم هويبشل.

## وصلات خارجية
- نهر ميت  في قاعدة بيانات الأفلام على الإنترنت (بالإنجليزية)